# 25650 Shaubakshi
25650 Shaubakshi este un asteroid din centura principală de asteroizi.

## Descriere
25650 Shaubakshi este un asteroid din centura principală de asteroizi. A fost descoperit pe 5 ianuarie 2000 la Socorro, New Mexico, în cadrul proiectului LINEAR. Asteroidul prezintă o orbită caracterizată de o semiaxă mare de 2,33 ua, o excentricitate de 0,18 și o înclinație de 5,8° în raport cu ecliptica.